# Family Feud (Jay-Z)
Family Feud è un singolo del rapper statunitense Jay-Z, pubblicato il 26 gennaio 2018 come terzo estratto dal tredicesimo album in studio 4:44.
Il brano vede la partecipazione vocale della moglie e cantante statunitense Beyoncé.

## Descrizione
Scritto dallo stesso rapper con Beyoncé, Twinkie Clark e No I.D., quest'ultimo anche produttore del brano, vede un'interpolazione con il brano Ha Ya delle Clark Sisters. Il brano tratta differenti tematiche, tra cui una critica da parte di Jay-Z ai dissing verificatisi tra i rapper della vecchia e della nuova scuola negli Stati Uniti, oltre che riferimenti alla citazione fatta dalla moglie nel brano Sorry contenuto nell'album Lemonade, di un presunto tradimento del rapper con una donna che viene indicata come «Becky».

## Video musicale
Il video musicale, pubblicato il 29 dicembre 2017, è stato diretto da Ava DuVernay. Il video è ambientato nell'anno 2444, quando una lotta per la sovranità sfocia in un omicidio. Successivamente, il video si sposta indietro nel tempo attraverso diverse epoche. La storia dell'ascesa al potere di una famiglia nel video si rivela essere iniziata nel 2050 con una convenzione costituzionale delle Madri Fondatrici guidata dal personaggio impersonato dalla figlia del rapper, Blue Ivy Carter. Il video torna indietro al 2018 in una chiesa, dove inizia la canzone. Nell'anno in corso, la giovane Blue Ivy guarda i suoi genitori Jay-Z e Beyoncé esibirsi nei pulpiti della chiesa.

## Classifiche
| Classifica (2017) | Posizione massima |
| ----------------- | ----------------- |
| Stati Uniti       | 51                |

## Date di pubblicazione
| Paese       | Data            | Formato                      | Nota   |
| ----------- | --------------- | ---------------------------- | ------ |
| Mondo       | 26 gennaio 2018 | Download digitale, streaming |        |
| Regno Unito | 29 gennaio 2018 | Contemporary hit radio       | [ 12 ] |